# Magnum Concilium
Il Magnum Concilium, altrimenti noto come Great Council, fu stabilito per la prima volta sotto il regno normanno. Era un incontro tenuto varie volte l'anno, al quale partecipavano i capi della Chiesa ed i maggiori possidenti terrieri del paese. Essi erano chiamati a discutere con il re riguardo ai maggiori problemi del paese.
A partire dal XIII secolo, però, il Gran Consiglio cominciò ad essere sostituito dal Parlamento d'Inghilterra, che ne era la naturale evoluzione.
L'ultima volta che il magnum concilium fu convocato avvenne nel 1640 (con un lasso di diversi secoli dall'ultimo che era stato indetto) ad opera del re d'Inghilterra Carlo I Stuart, dopo essere stato sconfitto ripetutamente dagli scozzesi ed avere sciolto il parlamento (Short Parliament). I nobili suggerirono al sovrano la convocazione di un nuovo parlamento (Long Parliament)
Nel 2008, Christopher Russell Bailey, quinto barone Glanusk, avanzò la proposta di far rivivere il Magnum Concilium, dal momento che i pari ereditari avevano perso il diritto di sedere alla Camera dei Lord ai sensi dell'House of Lords Act 1999.